# Championnats d'Europe d'athlétisme en salle 2005
 (signalé en juillet 2025).
Si vous disposez d'ouvrages ou d'articles de référence ou si vous connaissez des sites web de qualité traitant du thème abordé ici, merci de compléter l'article en donnant les références utiles à sa vérifiabilité et en les liant à la section « Notes et références ».
- Archive Wikiwix
- Bing
- Cairn
- DuckDuckGo
- E. Universalis
- Gallica
- Google
- G. Books
- G. News
- G. Scholar
- Persée
- Qwant
- (zh) Baidu
- (ru) Yandex
- (wd) trouver des œuvres sur Wikidata

Navigation
Les 28e championnats d'Europe d'athlétisme en salle ont eu lieu du 4 au 6 mars 2005 au Palais des sports de Madrid, en Espagne.

## Faits marquants
La Russe Yelena Isinbayeva établit un nouveau record du monde du saut à la perche en salle en franchissant une barre à 4,90 m.

## Résultats

### Hommes
| Épreuves         | Or                                                                        | Argent                                                                                   | Bronze                                                                                     |
| 60 m             | Jason Gardener Royaume-Uni 6 s 55                                         | Ronald Pognon France 6 s 62                                                              | Kostyantyn Vasyukov Ukraine 6 s 62                                                         |
| 200 m            | Tobias Unger Allemagne 20 s 53                                            | Chris Lambert Royaume-Uni 20 s 69                                                        | Marcin Urbas Pologne 21 s 04                                                               |
| 400 m            | David Gillick Irlande 46 s 30                                             | David Canal Espagne 46 s 64                                                              | Sebastian Gatzka Allemagne 46 s 88                                                         |
| 800 m            | Dmitriy Bogdanov Russie 1 min 48 s 61                                     | Antonio Manuel Reina Espagne 1 min 48 s 76                                               | Juan de Dios Jurado Espagne 1 min 49 s 11                                                  |
| 1 500 m          | Ivan Heshko Ukraine 3 min 36 s 70 (RC)                                    | Juan Carlos Higuero Espagne 3 min 37 s 98                                                | Reyes Estévez Espagne 3 min 38 s 90                                                        |
| 3 000 m          | Alistair Cragg Irlande 7 min 46 s 32                                      | John Mayock Royaume-Uni 7 min 51 s 46                                                    | Reyes Estévez Espagne 7 min 51 s 65                                                        |
| 60 mètres haies  | Ladji Doucouré France 7 s 50                                              | Felipe Vivancos Espagne 7 s 61                                                           | Robert Kronberg Suède 7 s 65                                                               |
| 4 × 400 mètres   | France Richard Maunier Rémi Wallard Brice Panel Marc Raquil 3 min 07 s 90 | Royaume-Uni Dale Garland Daniel Cossins Richard Davenport Gareth Warburton 3 min 09 s 53 | Russie Andrey Polukeyev Aleksandr Usov Dmitriy Forshev Aleksandr Broshchenko 3 min 09 s 63 |
| Saut en hauteur  | Stefan Holm Suède 2,40 m (RC)                                             | Yaroslav Rybakov Russie 2,38 m                                                           | Pavel Fomenko Russie 2,32 m                                                                |
| Saut à la perche | Igor Pavlov Russie 5,90 m (RC)                                            | Denys Yurchenko Ukraine 5,85 m                                                           | Tim Lobinger Allemagne 5,80 m                                                              |
| Saut en longueur | Joan Lino Martinez Espagne 8,37 m                                         | Bogdan Tarus Roumanie 8,14 m                                                             | Volodymyr Zyuskov Ukraine 7,99 m                                                           |
| Triple saut      | Igor Spasovkhodskiy Russie 17,20 m                                        | Mykola Savolainen Ukraine 17,01 m                                                        | Aleksandr Petrenko Russie 16,98 m                                                          |
| Lancer du poids  | Joachim Olsen Danemark 21,19 m                                            | Rutger Smith Pays-Bas 20,79 m                                                            | Manuel Martinez Espagne 20,51 m                                                            |
| Heptathlon       | Roman Šebrle Tchéquie 6 232 points                                        | Aleksandr Pogorelov Russie 6 111 points                                                  | Roland Schwarzl Autriche 6 064 points                                                      |

### Femmes
| Épreuves         | Or                                                                                            | Argent                                                                                | Bronze                                                                                |
| 60 m             | Kim Gevaert Belgique 7 s 16                                                                   | Yeoryia Kokloni Grèce 7 s 18                                                          | Maria Karastamati Grèce 7 s 25                                                        |
| 200 m            | Ivet Lalova Bulgarie 22 s 91                                                                  | Karin Mayr-Krifka Autriche 22 s 94                                                    | Jacqueline Poelman Pays-Bas 23 s 42                                                   |
| 400 m            | Svetlana Pospelova Russie 50 s 41                                                             | Sviatlana Usovich Biélorussie 50 s 55                                                 | Irina Rosikhina Russie 52 s 05                                                        |
| 800 m            | Larisa Chzhao Russie 1 min 59 s 97                                                            | Mayte Martinez Espagne 2 min 00 s 52                                                  | Natalya Tsyganova Russie 2 min 01 s 62                                                |
| 1 500 m          | Elena Iagăr Roumanie 4 min 03 s 09                                                            | Corina Dumbravean Roumanie 4 min 05 s 88                                              | Hind Dehiba France 4 min 07 s 20                                                      |
| 3 000 m          | Lidia Chojecka Pologne 8 min 43 s 76                                                          | Susanne Pumper Autriche 8 min 47 s 74                                                 | Sabrina Mockenhaupt Allemagne 8 min 47 s 76                                           |
| 60 mètres haies  | Susanna Kallur Suède 7 s 80                                                                   | Jenny Kallur Suède 7 s 99                                                             | Kirsten Bolm Allemagne 8 s 00                                                         |
| 4 × 400 mètres   | Russie Tatyana Levina Yuliya Pechonkina Irina Rosikhina Svetlana Pospelova 3 min 28 s 00 (RC) | Pologne Anna Pacholak Monika Bejnar Marta Chrust-Rozej Małgorzata Pskit 3 min 29 s 37 | Royaume-Uni Melanie Purkiss Donna Fraser Catherine Murphy Lee McConnell 3 min 29 s 81 |
| Saut en hauteur  | Anna Chicherova Russie 2,01 m                                                                 | Ruth Beitia Espagne 1,99 m                                                            | Venelina Veneva Bulgarie 1,97 m                                                       |
| Saut à la perche | Yelena Isinbayeva Russie 4,90 m (RM)                                                          | Anna Rogowska Pologne 4,75 m                                                          | Monika Pyrek Pologne 4,70 m                                                           |
| Saut en longueur | Naide Gomes Portugal 6,70 m                                                                   | Stiliani Pilatou Grèce 6,64 m                                                         | Adina Anton Roumanie 6,59 m Bianca Kappler Allemagne 6,53 m                           |
| Triple saut      | Viktoriya Gurova Russie 14,74 m                                                               | Magdelin Martinez Italie 14,54 m                                                      | Carlota Castrejana Espagne 14,45 m                                                    |
| Lancer du poids  | Nadzeya Astapchuk Biélorussie 19,37 m                                                         | Krystyna Zabawska Pologne 18,96 m                                                     | Olga Ryabinkina Russie 18,83 m                                                        |
| Pentathlon       | Carolina Klüft Suède 4 949 points                                                             | Kelly Sotherton Royaume-Uni 4 733 points                                              | Nataliya Dobrynska Ukraine 4 667 points                                               |

## Tableau des médailles
| Rang | Nation      | Or | Argent | Bronze | Total |
| ---- | ----------- | -- | ------ | ------ | ----- |
| 1    | Russie      | 9  | 2      | 6      | 17    |
| 2    | Suède       | 3  | 1      | 1      | 5     |
| 3    | France      | 2  | 1      | 1      | 4     |
| 4    | Irlande     | 2  | 0      | 0      | 2     |
| 5    | Espagne     | 1  | 6      | 5      | 12    |
| 6    | Royaume-Uni | 1  | 4      | 1      | 6     |
| 7    | Pologne     | 1  | 3      | 2      | 6     |
| 8    | Ukraine     | 1  | 2      | 3      | 6     |
| 9    | Roumanie    | 1  | 2      | 1      | 4     |
| 10   | Biélorussie | 1  | 1      | 0      | 2     |
| 11   | Allemagne   | 1  | 0      | 5      | 6     |
| 12   | Bulgarie    | 1  | 0      | 1      | 2     |
| 13   | Belgique    | 1  | 0      | 0      | 1     |
| 13   | Tchéquie    | 1  | 0      | 0      | 1     |
| 13   | Danemark    | 1  | 0      | 0      | 1     |
| 13   | Portugal    | 1  | 0      | 0      | 1     |
| 17   | Autriche    | 0  | 2      | 1      | 3     |
| 17   | Grèce       | 0  | 2      | 1      | 3     |
| 19   | Italie      | 0  | 2      | 0      | 2     |
| 20   | Pays-Bas    | 0  | 1      | 1      | 2     |